# MAN Seria D
MAN Dxxx – seria silników produkowana przez firmę MAN Engines w wielu odmianach mocy i wersjach.